# 弗托罗沃市镇
弗托罗沃市镇（俄语：Муниципальное образование Второвское）是俄罗斯联邦弗拉基米尔州卡梅什科沃区所属的一个市镇。其下辖有37个居民点，行政中心为弗托罗沃。据2016年统计，该市镇的人口为4508人。